# Partidos políticos de Venezuela

Pantalla electoral de las Elecciones Regionales de Venezuela de 2025, en el Estado Miranda.

Venezuela tiene un sistema de gobierno Federal, presidencialista multipartidista, caracterizado por un gran número de partidos políticos. Pero estos la mayoría de las veces terminan aliándose a las grandes cúpulas partidistas para formar coaliciones de gobierno.

## Inicios
Aunque desde la misma  firma del Acta de la Declaración de Independencia de Venezuela en 1811, han surgido agrupaciones políticas en muchos casos de existencia efímera, pero de peso trascendental, tales como los conservadores o radicales, de este último grupo nace lo que es considerado como la primera fracción política de Venezuela, aunque no necesariamente de tipo partidista, la Sociedad Patriótica, que se encontraba liderada por Francisco de Miranda, Simón Bolívar, entre otros; dentro de ese mismo grupo radical que propugnaba la independencia política de Venezuela sobre la dominación española.
Pero lo que se puede considerar como el primer partido político venezolano como tal, es el Partido Liberal fundado por Antonio Leocadio Guzmán en 1840, el cual hace que los conservadores que habían gobernado desde 1830 a ese país se agrupen formalmente en el Partido Conservador. Las luchas entre los partidos Liberal y Conservador eran exclusivamente de las élites de poder, ya que el ciudadano común no tenía el derecho al voto, salvo aquellos que eran alfabetos o tuvieran propiedades. Otros partidos que tuvieron importancia durante algún tiempo del siglo XIX, destacan la Sociedad Democrática de Santa Rosalía, luego denominado Partido Federal, fundado en 1858 y la Sociedad Política y Religiosa de Santa Rosalía, fundada en 1868, mejor conocidos como los Lincheros de Santa Rosalía, que se caracterizaban por acciones violentas.
Durante el primer gobierno de Antonio Guzmán Blanco en 1870, este se encarga de reunir todas las fuerzas liberales bajo un partido denominado Unión Liberal, que poco después se transforma en Partido Liberal de Venezuela, para finalmente denominarse como Gran Partido Liberal Amarillo (GPLA). A partir de 1895 el GPLA lo pasa a liderar Joaquín Crespo. En las elecciones del 1 de febrero de 1897 el Partido Liberal Nacionalista de José Manuel Hernández ("El Mocho" Hernández) llevó por primera vez a cabo una campaña electoral de tipo moderno. Estas elecciones han sido juzgadas como fraudulentas ya que el candidato oficialista del Gran Partido Liberal Amarillo Ignacio Andrade obtuvo 406.610 votos, mientras que el caudillo opositor Hernández (que realizó una gira a nivel nacional y gozaba de relativa popularidad) solo obtuviese 2.206 votos. Todos estos partidos se disolvieron a principios del siglo XX durante la dictadura de Juan Vicente Gómez.
| Bandera | Nombre                       | Líder                 | Ideología                    | Año de fundación |
| ------- | ---------------------------- | --------------------- | ---------------------------- | ---------------- |
|         | Partido Liberal              | Antonio Guzmán Blanco | Liberalismo Federalismo      | 1840             |
|         | Partido Conservador          | José Antonio Páez     | conservadurismo Centralismo  | 1840             |
|         | Partido Liberal Nacionalista | Alejandro Urbaneja    | Ultraliberalismo             | 1896             |
|         | Partido Liberal Restaurador  | Cipriano Castro       | Liberalismo Antiimperialismo | 1899             |

### La Generación del 28
Pese a que la revuelta estudiantil contra la dictadura de Juan Vicente Gómez, conocida como la Generación del 28 es el embrión de los partidos políticos izquierdistas modernos de ideología marxista, en 1926 nace el Partido Revolucionario Venezolano que luego en 1931 se transformaría en el Partido Comunista de Venezuela (PCV). Junto con este se fundaría la Agrupación Revolucionaria de Izquierda (ARDI) que incluiría buena parte de los estudiantes que participaron en la "Generación del 28". Debido a la política del gobierno de prohibir las actividades comunistas en territorio venezolano, en 1935 el PCV es inhabilitado y se transforma en el Partido Republicano Progresista (PRP); poco después ARDI se transforma en el Movimiento de Organización Venezolana (ORVE) , que en 1937 se va a unir al Partido Democrático Nacional (PDN) junto con el PRP y el Bloque Nacional Democrático (del Zulia); esta unión de todos los partidos de oposición se hizo cada vez más frágil debido a los intereses monetarios y de control de votos del pueblo que ignoraba las movidas políticas, partidos de izquierda marxistas del PDN, el partido Acción Democrática (AD) en 1941 y la refundación del PCV aunque ambos nacerían como partidos de izquierda AD y PCV con los mismos ideales marxistas. Seguidamente empezaron a florecer otros partidos, en algunos casos personalistas como la agrupación Partido Democrático Venezolano (PDV) del presidente Isaías Medina Angarita fundado en 1941. En la década de los cuarenta también nacieron otras organizaciones importantes como la Unión Republicana Democrática (URD) fundada en 1945, en la cual convergían exmiembros del antiguo PDN y del PDV; y en 1946 es fundado el partido socialcristiano COPEI cuyo origen se remonta también al sector cristiano de la “Generación del 28” pero con ideología marxista socialista. Las acciones de los partidos políticos venezolanos quedarían limitadas o completamente nulas, durante el periodo de la Junta Militar de Gobierno, presidida por Carlos Delgado Chalbaud junto a Luis Llovera Páez y el general Marcos Pérez Jiménez (Presidente para el periodo 1952-1958), desde 1948 hasta enero de 1958, el único partido que gozaba de libertad era el oficialista Frente Electoral Independiente (FEI) y con mayores limitaciones URD y COPEI, el resto sería ilegalizado. Desde entonces hasta la fecha Venezuela no ha tenido ningún partido de Derechas.

### Los partidos políticos desde 1958
Con el retorno de la democracia en Venezuela en 1958 se vuelven a legalizar los partidos políticos. AD, COPEI y URD deciden firmar el Pacto de Puntofijo, excluyendo al PCV de dicho acuerdo, que consistía en la defensa de la constitución, el respeto de los resultados electorales, conformación de un gobierno de unidad nacional, entre otros; en 1960 URD se retira del Pacto luego de grandes diferencias con el presidente Rómulo Betancourt. En las elecciones de 1958 y 1963 los tres partidos dominantes se disputaron con reales posibilidades de triunfo la presidencia de la República, pero en los comicios de 1968 aparece por primera vez el fenómeno del bipartidismo en Venezuela, ya que AD y COPEI juntos obtuvieron el 57% de los votos y llegaría hasta un 93,3% en las elecciones de 1988. Durante este período el MAS fue la fuerza política más estable fuera de AD-COPEI, otros partidos como URD comenzaron a perder peso político desde entonces y algunos otros como el Movimiento Electoral del Pueblo lograron altos niveles de aceptación por breve tiempo. En las elecciones de 1993 se rompe con el bipartidismo fundamentalmente por tres razones, al ser electo Rafael Caldera por el partido Convergencia, el crecimiento de un partido de izquierda La Causa R y la crisis social que había hecho perder credibilidad a los partidos tradicionales (AD-COPEI).

### Partidos políticos en la actualidad
Aun cuando el bipartidismo había desaparecido en 1993, todavía quedaban figuras de la vieja política venezolana, pero la situación cambia en 1998 cuando se derrumbó ese modelo tradicional, al ganar las elecciones presidenciales Hugo Chávez con su agrupación política Movimiento V República (MVR) que integraba una coalición denominada Polo Patriótico junto con otros partidos de izquierda entre los cuales se encontraba el MAS, Patria Para Todos (PPT) y el PCV, entre otros. Al acceder Chávez al poder, el MVR pasa a ser el nuevo partido hegemónico. Posteriormente de cara a elecciones presidenciales de Venezuela de 2012 surgió la coalición Gran Polo Patriótico Simón Bolívar, cuyo candidato a presidente era Hugo Chávez.
Desde ese momento AD y Copei comenzaron a perder peso político a nivel nacional hasta el punto que ambos partidos sumaron solo un 11% de los votos en la elección presidencial de 1998 y luego en otros procesos electorales AD decidiera no presentar candidatos ni su tarjeta a las elecciones presidenciales de 2000 y 2006. Por otra parte el MAS creció luego de darle su apoyo a Chávez y cuando se retiró de la coalición el partido se dividió, quedando el MAS muy relegado.
Para febrero de 2007 existían 103 partidos políticos de carácter nacional según el Consejo Nacional Electoral” de los cuales 96 debían renovar su nómina de adherentes a fin de mantener su vigencia legal por no cumplir con el mínimo establecido por la ley de obtener al menos un 1% de los votos en las elecciones nacionales.
Bandera Roja es el único partido revolucionario socialista que está en la Unidad y señala que Chávez es revisionista. En marzo de 2007 se crea el Partido Socialista Unido de Venezuela (PSUV), la organización política más grande de ese país tras la fusión de varios partidos políticos pro-chavistas entre ellos el MVR (el más grande para entonces), MiGato, Liga Socialista, Movimiento por la Democracia Directa y Unión, entre otros. El PSUV logró inscribir 5,6 millones de militantes cifra sin precedentes en la historia política venezolana, un año después eligió a sus autoridades provisionales con la participación de unas 94 mil personas que representaban el 90% de los llamados a participar en la votación.
En este nueva etapa nacen organizaciones como Voluntad Popular, Primero Justicia, Proyecto Venezuela y Un Nuevo Tiempo que junto a AD, Copei y el MAS lideran la oposición venezolana. De este período destaca la transformación política de Venezuela donde los partidos tradicionales fueron desplazados por el Partido Socialista Unido de Venezuela, Un Nuevo Tiempo, Voluntad Popular, Primero Justicia, Podemos y el PPT (Patria Para Todos).
Para 2018 en el mes de febrero nace el grupo de electores "Esperanza por El Cambio" para luego convertirse en un partido político nacional registrado ante el CNE con la denominación de EL CAMBIO, fundado por el pastor cristiano Javier Bertucci, para participar en las cuestionadas elecciones presidenciales de ese año. El partido logró obtener 1 015 895 votos logrando así ser el partido político más votado por la oposición venezolana en el 2018, elecciones de naturaleza y proceso cuestionado por la oposición mayoritaria venezolana y parte de la comunidad internacional.
De cara a las Elecciones Regionales de 2021 el Consejo Nacional Electoral permitió la creación de nuevos movimientos políticos que no están alineados en la Plataforma Unitaria ni en la Mesa de la Unidad Democrática, entre ellos está Fuerza Vecinal y la Alianza del Lápiz, partidos del centro político, y que tienen pensado postular candidatos independentes para las primarias para la elección presidencial de 2024.

## Partidos e instituciones
| Año  | Presidente                | Diputados                                              | Senadores                                              | Gobernadores                                        | Alcaldes                                      |
| Año  | Presidente                | Asamblea Nacional                                      | Asamblea Nacional                                      | Gobernadores                                        | Alcaldes                                      |
| ---- | ------------------------- | ------------------------------------------------------ | ------------------------------------------------------ | --------------------------------------------------- | --------------------------------------------- |
| 1959 | Rómulo Betancourt (AD)    | 73 (AD) 34 (URD) 18 (COPEI) 7 (PCV)                    | 32 (AD) 11 (URD) 6 (COPEI) 2 (PCV)                     | 20 (AD)                                             |                                               |
| 1960 | Rómulo Betancourt (AD)    | 73 (AD) 34 (URD) 18 (COPEI) 7 (PCV)                    | 32 (AD) 11 (URD) 6 (COPEI) 2 (PCV)                     | 20 (AD)                                             |                                               |
| 1961 | Rómulo Betancourt (AD)    | 73 (AD) 34 (URD) 18 (COPEI) 7 (PCV)                    | 32 (AD) 11 (URD) 6 (COPEI) 2 (PCV)                     | 20 (AD)                                             |                                               |
| 1962 | Rómulo Betancourt (AD)    | 73 (AD) 34 (URD) 18 (COPEI) 7 (PCV)                    | 32 (AD) 11 (URD) 6 (COPEI) 2 (PCV)                     | 20 (AD)                                             |                                               |
| 1963 | Rómulo Betancourt (AD)    | 73 (AD) 34 (URD) 18 (COPEI) 7 (PCV)                    | 32 (AD) 11 (URD) 6 (COPEI) 2 (PCV)                     | 20 (AD)                                             |                                               |
| 1964 | Raúl Leoni (AD)           | 66 (AD) 39 (COPEI) 29 (URD) 22 (IPFN)                  | 22 (AD) 8 (COPEI) 7 (URD) 5 (IPFN)                     | 20 (AD)                                             |                                               |
| 1965 | Raúl Leoni (AD)           | 66 (AD) 39 (COPEI) 29 (URD) 22 (IPFN)                  | 22 (AD) 8 (COPEI) 7 (URD) 5 (IPFN)                     | 20 (AD)                                             |                                               |
| 1966 | Raúl Leoni (AD)           | 66 (AD) 39 (COPEI) 29 (URD) 22 (IPFN)                  | 22 (AD) 8 (COPEI) 7 (URD) 5 (IPFN)                     | 20 (AD)                                             |                                               |
| 1967 | Raúl Leoni (AD)           | 66 (AD) 39 (COPEI) 29 (URD) 22 (IPFN)                  | 22 (AD) 8 (COPEI) 7 (URD) 5 (IPFN)                     | 20 (AD)                                             |                                               |
| 1968 | Raúl Leoni (AD)           | 66 (AD) 39 (COPEI) 29 (URD) 22 (IPFN)                  | 22 (AD) 8 (COPEI) 7 (URD) 5 (IPFN)                     | 20 (AD)                                             |                                               |
| 1969 | Rafael Caldera (COPEI)    | 66 (AD) 59 (COPEI) 25 (MEP) 21 (CCN)                   | 19 (AD) 16 (COPEI) 5 (MEP) 4 (CCN)                     | 20 (COPEI)                                          |                                               |
| 1970 | Rafael Caldera (COPEI)    | 66 (AD) 59 (COPEI) 25 (MEP) 21 (CCN)                   | 19 (AD) 16 (COPEI) 5 (MEP) 4 (CCN)                     | 20 (COPEI)                                          |                                               |
| 1971 | Rafael Caldera (COPEI)    | 66 (AD) 59 (COPEI) 25 (MEP) 21 (CCN)                   | 19 (AD) 16 (COPEI) 5 (MEP) 4 (CCN)                     | 20 (COPEI)                                          |                                               |
| 1972 | Rafael Caldera (COPEI)    | 66 (AD) 59 (COPEI) 25 (MEP) 21 (CCN)                   | 19 (AD) 16 (COPEI) 5 (MEP) 4 (CCN)                     | 20 (COPEI)                                          |                                               |
| 1973 | Rafael Caldera (COPEI)    | 66 (AD) 59 (COPEI) 25 (MEP) 21 (CCN)                   | 19 (AD) 16 (COPEI) 5 (MEP) 4 (CCN)                     | 20 (COPEI)                                          |                                               |
| 1974 | Carlos Andrés Pérez (AD)  | 102 (AD) 64 (COPEI) 9 (MAS)                            | 28 (AD) 13 (COPEI) 2 (MAS)                             | 20 (AD)                                             |                                               |
| 1975 | Carlos Andrés Pérez (AD)  | 102 (AD) 64 (COPEI) 9 (MAS)                            | 28 (AD) 13 (COPEI) 2 (MAS)                             | 20 (AD)                                             |                                               |
| 1976 | Carlos Andrés Pérez (AD)  | 102 (AD) 64 (COPEI) 9 (MAS)                            | 28 (AD) 13 (COPEI) 2 (MAS)                             | 20 (AD)                                             |                                               |
| 1977 | Carlos Andrés Pérez (AD)  | 102 (AD) 64 (COPEI) 9 (MAS)                            | 28 (AD) 13 (COPEI) 2 (MAS)                             | 20 (AD)                                             |                                               |
| 1978 | Carlos Andrés Pérez (AD)  | 102 (AD) 64 (COPEI) 9 (MAS)                            | 28 (AD) 13 (COPEI) 2 (MAS)                             | 20 (AD)                                             |                                               |
| 1979 | Luis Herrera (COPEI)      | 88 (AD) 84 (COPEI) 11 (MAS)                            | 21 (COPEI) 21 (AD) 2 (MAS)                             | 20 (COPEI)                                          |                                               |
| 1980 | Luis Herrera (COPEI)      | 88 (AD) 84 (COPEI) 11 (MAS)                            | 21 (COPEI) 21 (AD) 2 (MAS)                             | 20 (COPEI)                                          |                                               |
| 1981 | Luis Herrera (COPEI)      | 88 (AD) 84 (COPEI) 11 (MAS)                            | 21 (COPEI) 21 (AD) 2 (MAS)                             | 20 (COPEI)                                          |                                               |
| 1982 | Luis Herrera (COPEI)      | 88 (AD) 84 (COPEI) 11 (MAS)                            | 21 (COPEI) 21 (AD) 2 (MAS)                             | 20 (COPEI)                                          |                                               |
| 1983 | Luis Herrera (COPEI)      | 88 (AD) 84 (COPEI) 11 (MAS)                            | 21 (COPEI) 21 (AD) 2 (MAS)                             | 20 (COPEI)                                          |                                               |
| 1984 | Jaime Lusinchi (AD)       | 113 (AD) 60 (COPEI) 10 (MAS)                           | 28 (AD) 14 (COPEI) 2 (MAS)                             | 20 (AD)                                             |                                               |
| 1985 | Jaime Lusinchi (AD)       | 113 (AD) 60 (COPEI) 10 (MAS)                           | 28 (AD) 14 (COPEI) 2 (MAS)                             | 20 (AD)                                             |                                               |
| 1986 | Jaime Lusinchi (AD)       | 113 (AD) 60 (COPEI) 10 (MAS)                           | 28 (AD) 14 (COPEI) 2 (MAS)                             | 20 (AD)                                             |                                               |
| 1987 | Jaime Lusinchi (AD)       | 113 (AD) 60 (COPEI) 10 (MAS)                           | 28 (AD) 14 (COPEI) 2 (MAS)                             | 20 (AD)                                             |                                               |
| 1988 | Jaime Lusinchi (AD)       | 113 (AD) 60 (COPEI) 10 (MAS)                           | 28 (AD) 14 (COPEI) 2 (MAS)                             | 20 (AD)                                             |                                               |
| 1989 | Carlos Andrés Pérez (AD)  | 97 (AD) 67 (COPEI) 18 (MAS)                            | 22 (AD) 20 (COPEI) 3 (MAS)                             | 11 (AD) 7 (COPEI) 1 (MAS) 1 (LCR)                   | 152 (AD) 101 (COPEI) 9 (MAS) 2 (LCR)          |
| 1990 | Carlos Andrés Pérez (AD)  | 97 (AD) 67 (COPEI) 18 (MAS)                            | 22 (AD) 20 (COPEI) 3 (MAS)                             | 11 (AD) 7 (COPEI) 1 (MAS) 1 (LCR)                   | 152 (AD) 101 (COPEI) 9 (MAS) 2 (LCR)          |
| 1991 | Carlos Andrés Pérez (AD)  | 97 (AD) 67 (COPEI) 18 (MAS)                            | 22 (AD) 20 (COPEI) 3 (MAS)                             | 11 (AD) 7 (COPEI) 1 (MAS) 1 (LCR)                   | 152 (AD) 101 (COPEI) 9 (MAS) 2 (LCR)          |
| 1992 | Carlos Andrés Pérez (AD)  | 97 (AD) 67 (COPEI) 18 (MAS)                            | 22 (AD) 20 (COPEI) 3 (MAS)                             | 11 (COPEI) 7 (AD) 3 (MAS) 1 (LCR)                   | Sin datos                                     |
| 1993 | Octavio Lepage (AD)       | 97 (AD) 67 (COPEI) 18 (MAS)                            | 22 (AD) 20 (COPEI) 3 (MAS)                             | 11 (COPEI) 7 (AD) 3 (MAS) 1 (LCR)                   | Sin datos                                     |
| 1993 | Ramón J. Velásquez (Ind.) | 97 (AD) 67 (COPEI) 18 (MAS)                            | 22 (AD) 20 (COPEI) 3 (MAS)                             | 11 (COPEI) 7 (AD) 3 (MAS) 1 (LCR)                   | Sin datos                                     |
| 1994 | Rafael Caldera (CVG)      | 55 (AD) 53 (COPEI) 40 (LCR) 26 (CVG) 24 (MAS)          | 16 (AD) 14 (COPEI) 9 (LCR) 6 (CVG) 5 (MAS)             | 11 (COPEI) 7 (AD) 3 (MAS) 1 (LCR)                   | Sin datos                                     |
| 1995 | Rafael Caldera (CVG)      | 55 (AD) 53 (COPEI) 40 (LCR) 26 (CVG) 24 (MAS)          | 16 (AD) 14 (COPEI) 9 (LCR) 6 (CVG) 5 (MAS)             | 11 (AD) 4 (MAS) 3 (COPEI) 1 (CVG) 1 (LCR) 1 (PROCA) | 194 (AD) 93 (COPEI) 15 (MAS) 13 (CVG) 7 (LCR) |
| 1996 | Rafael Caldera (CVG)      | 55 (AD) 53 (COPEI) 40 (LCR) 26 (CVG) 24 (MAS)          | 16 (AD) 14 (COPEI) 9 (LCR) 6 (CVG) 5 (MAS)             | 11 (AD) 4 (MAS) 3 (COPEI) 1 (CVG) 1 (LCR) 1 (PROCA) | 194 (AD) 93 (COPEI) 15 (MAS) 13 (CVG) 7 (LCR) |
| 1997 | Rafael Caldera (CVG)      | 55 (AD) 53 (COPEI) 40 (LCR) 26 (CVG) 24 (MAS)          | 16 (AD) 14 (COPEI) 9 (LCR) 6 (CVG) 5 (MAS)             | 11 (AD) 4 (MAS) 3 (COPEI) 1 (CVG) 1 (LCR) 1 (PROCA) | 194 (AD) 93 (COPEI) 15 (MAS) 13 (CVG) 7 (LCR) |
| 1998 | Rafael Caldera (CVG)      | 55 (AD) 53 (COPEI) 40 (LCR) 26 (CVG) 24 (MAS)          | 16 (AD) 14 (COPEI) 9 (LCR) 6 (CVG) 5 (MAS)             | 11 (AD) 4 (MAS) 3 (COPEI) 1 (CVG) 1 (LCR) 1 (PROCA) | 194 (AD) 93 (COPEI) 15 (MAS) 13 (CVG) 7 (LCR) |
| 1999 | Hugo Chávez (MVR, PSUV)   | 61 (AD) 35 (MVR) 26 (COPEI) 24 (MAS) 20 (PRVZL)        | 21 (AD) 8 (MVR) 6 (COPEI) 5 (MAS) 3 (PRVZL)            | 11 (AD) 4 (MAS) 3 (COPEI) 1 (CVG) 1 (LCR) 1 (PROCA) | 194 (AD) 93 (COPEI) 15 (MAS) 13 (CVG) 7 (LCR) |
| 2000 | Hugo Chávez (MVR, PSUV)   | 92 (MVR) 33 (AD) 6 (PRVZL) 6 (COPEI) 6 (MAS)           | 92 (MVR) 33 (AD) 6 (PRVZL) 6 (COPEI) 6 (MAS)           | 12 (MVR) 3 (AD) 3 (MAS) 1 (PRVZL) 1 (COPEI)         | 91 (AD) 80 (MVR) 49 (COPEI) 20 (MAS) 15 (PPT) |
| 2001 | Hugo Chávez (MVR, PSUV)   | 92 (MVR) 33 (AD) 6 (PRVZL) 6 (COPEI) 6 (MAS)           | 92 (MVR) 33 (AD) 6 (PRVZL) 6 (COPEI) 6 (MAS)           | 12 (MVR) 3 (AD) 3 (MAS) 1 (PRVZL) 1 (COPEI)         | 91 (AD) 80 (MVR) 49 (COPEI) 20 (MAS) 15 (PPT) |
| 2002 | Hugo Chávez (MVR, PSUV)   | 92 (MVR) 33 (AD) 6 (PRVZL) 6 (COPEI) 6 (MAS)           | 92 (MVR) 33 (AD) 6 (PRVZL) 6 (COPEI) 6 (MAS)           | 12 (MVR) 3 (AD) 3 (MAS) 1 (PRVZL) 1 (COPEI)         | 91 (AD) 80 (MVR) 49 (COPEI) 20 (MAS) 15 (PPT) |
| 2003 | Hugo Chávez (MVR, PSUV)   | 92 (MVR) 33 (AD) 6 (PRVZL) 6 (COPEI) 6 (MAS)           | 92 (MVR) 33 (AD) 6 (PRVZL) 6 (COPEI) 6 (MAS)           | 12 (MVR) 3 (AD) 3 (MAS) 1 (PRVZL) 1 (COPEI)         | 91 (AD) 80 (MVR) 49 (COPEI) 20 (MAS) 15 (PPT) |
| 2004 | Hugo Chávez (MVR, PSUV)   | 92 (MVR) 33 (AD) 6 (PRVZL) 6 (COPEI) 6 (MAS)           | 92 (MVR) 33 (AD) 6 (PRVZL) 6 (COPEI) 6 (MAS)           | 20 (MVR) 1 (UNT) 1 (AD)                             | 194 (MVR) 39 (AD) 18 (COPEI) 17 (PPT)         |
| 2005 | Hugo Chávez (MVR, PSUV)   | 92 (MVR) 33 (AD) 6 (PRVZL) 6 (COPEI) 6 (MAS)           | 92 (MVR) 33 (AD) 6 (PRVZL) 6 (COPEI) 6 (MAS)           | 20 (MVR) 1 (UNT) 1 (AD)                             | 194 (MVR) 39 (AD) 18 (COPEI) 17 (PPT)         |
| 2006 | Hugo Chávez (MVR, PSUV)   | 116 (MVR) 18 (Podemos) 10 (PPT) 7 (PCV)                | 116 (MVR) 18 (Podemos) 10 (PPT) 7 (PCV)                | 20 (MVR) 1 (UNT) 1 (AD)                             | 194 (MVR) 39 (AD) 18 (COPEI) 17 (PPT)         |
| 2007 | Hugo Chávez (MVR, PSUV)   | 116 (MVR) 18 (Podemos) 10 (PPT) 7 (PCV)                | 116 (MVR) 18 (Podemos) 10 (PPT) 7 (PCV)                | 20 (MVR) 1 (UNT) 1 (AD)                             | 194 (MVR) 39 (AD) 18 (COPEI) 17 (PPT)         |
| 2008 | Hugo Chávez (MVR, PSUV)   | 116 (MVR) 18 (Podemos) 10 (PPT) 7 (PCV)                | 116 (MVR) 18 (Podemos) 10 (PPT) 7 (PCV)                | 17 (PSUV) 5 (Unidad)                                | 272 (PSUV) 54 (Unidad)                        |
| 2009 | Hugo Chávez (MVR, PSUV)   | 116 (MVR) 18 (Podemos) 10 (PPT) 7 (PCV)                | 116 (MVR) 18 (Podemos) 10 (PPT) 7 (PCV)                | 17 (PSUV) 5 (Unidad)                                | 272 (PSUV) 54 (Unidad)                        |
| 2010 | Hugo Chávez (MVR, PSUV)   | 116 (MVR) 18 (Podemos) 10 (PPT) 7 (PCV)                | 116 (MVR) 18 (Podemos) 10 (PPT) 7 (PCV)                | 17 (PSUV) 5 (Unidad)                                | 272 (PSUV) 54 (Unidad)                        |
| 2011 | Hugo Chávez (MVR, PSUV)   | 98 (PSUV) 65 (MUD) 2 (PPT)                             | 98 (PSUV) 65 (MUD) 2 (PPT)                             | 17 (PSUV) 5 (Unidad)                                | 272 (PSUV) 54 (Unidad)                        |
| 2012 | Hugo Chávez (MVR, PSUV)   | 98 (PSUV) 65 (MUD) 2 (PPT)                             | 98 (PSUV) 65 (MUD) 2 (PPT)                             | 20 (PSUV) 3 (MUD)                                   | 272 (PSUV) 54 (Unidad)                        |
| 2013 | Nicolás Maduro (PSUV)     | 98 (PSUV) 65 (MUD) 2 (PPT)                             | 98 (PSUV) 65 (MUD) 2 (PPT)                             | 20 (PSUV) 3 (MUD)                                   | 256 (PSUV) 81 (MUD)                           |
| 2014 | Nicolás Maduro (PSUV)     | 98 (PSUV) 65 (MUD) 2 (PPT)                             | 98 (PSUV) 65 (MUD) 2 (PPT)                             | 20 (PSUV) 3 (MUD)                                   | 256 (PSUV) 81 (MUD)                           |
| 2015 | Nicolás Maduro (PSUV)     | 98 (PSUV) 65 (MUD) 2 (PPT)                             | 98 (PSUV) 65 (MUD) 2 (PPT)                             | 20 (PSUV) 3 (MUD)                                   | 256 (PSUV) 81 (MUD)                           |
| 2016 | Nicolás Maduro (PSUV)     | 112 (MUD) 55 (PSUV)                                    | 112 (MUD) 55 (PSUV)                                    | 20 (PSUV) 3 (MUD)                                   | 256 (PSUV) 81 (MUD)                           |
| 2017 | Nicolás Maduro (PSUV)     | 112 (MUD) 55 (PSUV)                                    | 112 (MUD) 55 (PSUV)                                    | 20 (PSUV) 3 (MUD)                                   | 256 (PSUV) 81 (MUD)                           |
| 2018 | Nicolás Maduro (PSUV)     | 112 (MUD) 55 (PSUV)                                    | 112 (MUD) 55 (PSUV)                                    | 17 (PSUV) 5 (MUD)                                   | 305 (PSUV) 29 (Op.)                           |
| 2019 | Nicolás Maduro (PSUV)     | 112 (MUD) 55 (PSUV)                                    | 112 (MUD) 55 (PSUV)                                    | 17 (PSUV) 5 (MUD)                                   | 305 (PSUV) 29 (Op.)                           |
| 2020 | Nicolás Maduro (PSUV)     | 112 (MUD) 55 (PSUV)                                    | 112 (MUD) 55 (PSUV)                                    | 17 (PSUV) 5 (MUD)                                   | 305 (PSUV) 29 (Op.)                           |
| 2021 | Nicolás Maduro (PSUV)     | 253 (PSUV) 11 (AD) 3 (El Cambio) 3 (AP) 2 (PV) 1 (PCV) | 253 (PSUV) 11 (AD) 3 (El Cambio) 3 (AP) 2 (PV) 1 (PCV) | 17 (PSUV) 5 (MUD)                                   | 305 (PSUV) 29 (Op.)                           |
| 2022 | Nicolás Maduro (PSUV)     | 253 (PSUV) 11 (AD) 3 (El Cambio) 3 (AP) 2 (PV) 1 (PCV) | 253 (PSUV) 11 (AD) 3 (El Cambio) 3 (AP) 2 (PV) 1 (PCV) | 19 (PSUV) 3 (MUD) 1 (FV)                            | 210 (PSUV) 62 (MUD) 39 (ADe)                  |
| 2025 | Nicolás Maduro (PSUV)     | 253 (PSUV) 11 (AD) 3 (El Cambio) 3 (AP) 2 (PV) 1 (PCV) | 253 (PSUV) 11 (AD) 3 (El Cambio) 3 (AP) 2 (PV) 1 (PCV) | 19 (PSUV) 3 (MUD) 1 (FV)                            | 210 (PSUV) 62 (MUD) 39 (ADe)                  |

## Partidos políticos activos
Para 2025, en Venezuela existen aproximadamente 54 partidos políticos nacionales vigentes.
| Partidos y Movimientos Políticos | Partidos y Movimientos Políticos                        | Partidos y Movimientos Políticos | Partidos y Movimientos Políticos | Partidos y Movimientos Políticos                                                       | Partidos y Movimientos Políticos | Partidos y Movimientos Políticos |              |
| Tarjeta                          | Nombre                                                  | Acrónimo                         | Inicio                           | Coalición                                                                              | Posición                         | ¿Habilitado?                     | Posición     |
| -------------------------------- | ------------------------------------------------------- | -------------------------------- | -------------------------------- | -------------------------------------------------------------------------------------- | -------------------------------- | -------------------------------- | ------------ |
|                                  | Partido Comunista de Venezuela                          | PCV                              | 1931                             | Alternativa Popular Revolucionaria                                                     | Extrema izquierda                | Sí*                              | Oposición    |
|                                  | Acción Democrática                                      | AD                               | 1941                             | Sector de Jure: Plataforma Unitaria Sector Ad hoc: Alianza Democrática                 | Centroizquierda                  | Sí*                              | Oposición    |
|                                  | Unión Republicana Democrática                           | URD                              | 1945                             | Ninguna                                                                                | Centroizquierda                  | No                               | Oposición    |
|                                  | Comité de Organización Política Electoral Independiente | COPEI                            | 1946                             | Sector de Jure: Plataforma Unitaria Sector Ad hoc: Alianza Democrática                 | Centroderecha a derecha          | Sí*                              | Oposición    |
|                                  | Opinión Nacional                                        | OPINA                            | 1962                             | Alianza Democrática                                                                    | Derecha                          | No                               | Oposición    |
|                                  | Movimiento Electoral del Pueblo                         | MEP                              | 1967                             | Sector de Jure: Ninguna Sector Ad hoc: Gran Polo Patriótico                            | Izquierda                        | Sí                               | Oficialismo  |
|                                  | Bandera Roja                                            | BR                               | 1970                             | Sector de Jure: Plataforma Unitaria Sector Ad hoc: Alianza Democrática                 | Extrema izquierda                | Sí*                              | Oposición    |
|                                  | La Causa Radical                                        | LCR                              | 1971                             | Plataforma Unitaria                                                                    | Centroizquierda                  | No                               | Oposición    |
|                                  | Movimiento al Socialismo                                | MAS                              | 1971                             | Ninguno                                                                                | Izquierda                        | Sí                               | Oposición    |
|                                  | Movimiento de Integridad Nacional-Unidad                | MIN UNIDAD                       | 1977                             | Sector de Jure: Ninguna Sector Ad hoc: Alianza Democrática                             | Derecha                          | Sí*                              | Oposición    |
|                                  | TUPAMARO                                                | TUPAMARO                         | 1979                             | Sector de Jure: Alternativa Popular Revolucionaria Sector Ad hoc: Gran Polo Patriótico | Extrema izquierda                | Sí*                              | Oficialismo< |
|                                  | Organización Renovadora Auténtica                       | ORA                              | 1988                             | Gran Polo Patriótico                                                                   | Sincretismo                      | Sí                               | Oficialismo  |
|                                  | Gente Emergente                                         | GE                               | 1991                             | Soy Venezuela                                                                          | Centro                           | No                               | Oposición    |
|                                  | Convergencia                                            | CVGV                             | 1993                             | Plataforma Unitaria                                                                    | Derecha                          | No                               | Oposición    |
|                                  | Patria Para Todos                                       | PPT                              | 1997                             | Sector de Jure: Alternativa Popular Revolucionaria Sector Ad hoc: Gran Polo Patriótico | Izquierda                        | Sí*                              | Oficialismo  |
|                                  | Movimiento Republicano                                  | MR                               | 1997                             | Sector de Jure: Plataforma Unitaria Sector Ad hoc: Alianza Democrática                 | Centroizquierda                  | Sí*                              | Oposición    |
|                                  | Proyecto Venezuela                                      | PRVZL                            | 1998                             | Plataforma Unitaria                                                                    | Centroderecha                    | No                               | Oposición    |
|                                  | Un Nuevo Tiempo                                         | UNT                              | 1999                             | Plataforma Unitaria                                                                    | Centroizquierda                  | Sí                               | Oposición    |
|                                  | Primero Justicia                                        | PJ                               | 2000                             | Plataforma Unitaria                                                                    | Centroderecha                    | Sí                               | Oposición    |
|                                  | Alianza Bravo Pueblo                                    | ABP                              | 2000                             | Soy Venezuela                                                                          | Centroizquierda                  | No                               | Oposición    |
| no posee                         | Izquierda Unida                                         | IU                               | 2002                             | Alternativa Popular Revolucionaria                                                     | Izquierda                        | No                               | Oposición    |
|                                  | Por la Democracia Social                                | PODEMOS                          | 2002                             | Gran Polo Patriótico                                                                   | Centroizquierda                  | Sí                               | Oficialismo  |
|                                  | Fuerza Liberal                                          | FL                               | 2003                             | Ninguna                                                                                | Centroderecha                    | No                               | Oposición    |
|                                  | Unidad Popular Venezolana                               | UPV                              | 2004                             | Gran Polo Patriótico                                                                   | Izquierda                        | Sí                               | Oficialismo  |
|                                  | Movimiento Ecológico de Venezuela                       | MOVEV                            | 2005                             | Sector de Jure: Plataforma Unitaria Sector Ad hoc: Alianza Democrática                 | Centroizquierda                  | Sí                               | Oposición    |
|                                  | Unidad Visión Venezuela                                 | UVV                              | 2006                             | Alianza Democrática                                                                    | Centro                           | No                               | Oposición    |
|                                  | Partido Socialista Unido de Venezuela                   | PSUV                             | 2008                             | Gran Polo Patriótico                                                                   | Izquierda                        | Sí                               | Oficialismo  |
|                                  | Cuentas Claras                                          | CC                               | 2008                             | Plataforma Unitaria                                                                    | Centroizquierda                  | No                               | Oposición    |
|                                  | Mesa de la Unidad Democrática (partido polítco)         | MUD                              | 2008                             | Plataforma Unitaria                                                                    | Atrapalotodo                     | Sí                               | Oposición    |
|                                  | Redes de Respuesta de Cambios Comunitarios              | REDES                            | 2008                             | Alianza Democrática                                                                    | Izquierda                        | No                               | Oposición    |
|                                  | Voluntad Popular                                        | VP                               | 2009                             | Sector de Jure: Plataforma Unitaria Sector Ad hoc: Alianza Democrática                 | Centroizquierda                  | Sí*                              | Oposición    |
|                                  | Movimiento por Venezuela                                | MPV                              | 2012                             | Plataforma Unitaria                                                                    | Centroizquierda                  | Sí                               | Oposición    |
|                                  | Avanzada Progresista                                    | AP                               | 2012                             | Alianza Democrática                                                                    | Centroizquierda                  | Sí                               | Oposición    |
|                                  | Vente Venezuela                                         | VV                               | 2012                             | Soy Venezuela                                                                          | Centroderecha                    | No                               | Oposición    |
|                                  | Partido Revolucionario del Trabajo                      | PRT                              | 2012                             | Alternativa Popular Revolucionaria                                                     | Extrema izquierda                | No                               | Oposición    |
|                                  | Nueva Visión para mi País                               | NUVIPA                           | 2012                             | Sector de Jure: Plataforma Unitaria Sector Ad hoc: Alianza Democrática                 | Centro                           | Sí*                              | Oposición    |
|                                  | Alianza para el Cambio                                  | APC                              | 2013                             | Gran Polo Patriótico                                                                   | Centroizquierda                  | Sí                               | Oficialismo  |
|                                  | Alianza del Lápiz                                       | LAPIZ                            | 2013                             | Ninguna                                                                                | Centro                           | Sí                               | Oposición    |
|                                  | Partido Unión y Entendimiento                           | PUENTE                           | 2015                             | Ninguna                                                                                | Centro                           | Sí                               | Oposición    |
|                                  | Unidad Política Popular 98                              | UPP98                            | 2015                             | Ninguno                                                                                | Izquierda                        | Sí                               | Oposición    |
|                                  | Rumbo Libertad                                          | RL                               | 2016                             | Ninguno                                                                                | Extrema derecha                  | No                               | Oposición    |
|                                  | Prociudadanos                                           | PRO                              | 2016                             | Alianza Democrática                                                                    | Centro                           | Sí                               | Oposición    |
|                                  | Encuentro Ciudadano                                     | EC                               | 2018                             | Plataforma Unitaria                                                                    | Centroderecha                    | Sí                               | Oposición    |
|                                  | Movimiento Somos Venezuela                              | MSV                              | 2018                             | Gran Polo Patriótico                                                                   | Izquierda                        | Sí                               | Oficialismo  |
|                                  | Esperanza por El Cambio                                 | EL CAMBIO                        | 2018                             | Ninguna                                                                                | Centro                           | Sí                               | Oposición    |
|                                  | Cambiemos Movimiento Ciudadano                          | CMC                              | 2018                             | Alianza Democrática                                                                    | Centroizquierda                  | Sí                               | Oposición    |
|                                  | Soluciones para Venezuela                               | SPV                              | 2018                             | Alianza Democrática                                                                    | Centroizquierda                  | Sí                               | Oposición    |
|                                  | Primero Venezuela                                       | PV                               | 2020                             | Alianza Democrática                                                                    | Centroizquierda                  | Sí                               | Oposición    |
|                                  | Venezuela Unida                                         | VU                               | 2020                             | Alianza Democrática                                                                    | Centroizquierda                  | Sí                               | Oposición    |
|                                  | Compromiso País                                         | COMPA                            | 2020                             | Ninguna                                                                                | Centro                           | Sí                               | Oposición    |
|                                  | Unión y Progreso                                        | UP                               | 2020                             | Ninguna                                                                                | Centro                           | Sí                               | Oposición    |
|                                  | Partido Libertario Venezuela                            | PLV                              | 2020                             | Ninguna                                                                                | Derecha                          | No                               | Oposición    |
|                                  | Fuerza Vecinal                                          | FV                               | 2021                             | Ninguna                                                                                | Centroizquierda                  | Sí                               | Oposición    |
|                                  | Movimiento Centrados en la Gente                        | CENTRADOS                        | 2021                             | Ninguna                                                                                | Centro                           | Sí                               | Oposición    |
|                                  | HF Venezuela (Anteriormente FUTURO)                     | HFV                              | 2022                             | Plataforma Unitaria                                                                    | Centroizquierda                  | Sí                               | Oposición    |
|                                  | Partido Verde de Venezuela                              | PVV                              | 2023                             | Ninguna                                                                                | Centroizquierda                  | Sí                               | Oficialismo  |
|                                  | Unión y Cambio                                          | UNICA                            | 2025                             | Red Defensa Ciudadana de la Democracia                                                 | Centro político                  | Sí                               | Oposición    |

Notas:
*: Tarjeta controlada por Sector Ad hoc
<: Sector de Jure es Opositor

## Divisiones y fusiones

### Escisiones
Una particularidad del sistema partidista venezolano es la dispersión de las agrupaciones políticas que pasan desde la derecha hasta la izquierda, las escisiones son el modelo predominante, los casos más significativos han sido los que se presentan en el siguiente cuadro.
| Bandera                                            | Partido Político                                        | Escisión                               | Año  |
| -------------------------------------------------- | ------------------------------------------------------- | -------------------------------------- | ---- |
|                                                    | Acción Democrática                                      | Movimiento de Izquierda Revolucionaria | 1960 |
| Partido Revolucionario de Integración Nacionalista | Acción Democrática                                      | 1962                                   |      |
| Movimiento Electoral del Pueblo                    | Acción Democrática                                      | 1967                                   |      |
| Bandera Roja                                       | Acción Democrática                                      | 1970                                   |      |
| Movimiento de Integridad Nacional-Unidad           | Acción Democrática                                      | 1977                                   |      |
| Movimiento Apertura                                | Acción Democrática                                      | 1997                                   |      |
| Un Nuevo Tiempo                                    | Acción Democrática                                      | 1999                                   |      |
| Alianza Bravo Pueblo                               | Acción Democrática                                      | 2000                                   |      |
| Encuentro Nacional                                 | Acción Democrática                                      |                                        |      |
| Polo Democrático                                   | Acción Democrática                                      | 2005                                   |      |
|                                                    |                                                         |                                        |      |
|                                                    | Comité de Organización Política Electoral Independiente | Convergencia                           | 1993 |
| Proyecto Venezuela                                 | Comité de Organización Política Electoral Independiente | 1998                                   |      |
| Unión y progreso                                   | Comité de Organización Política Electoral Independiente | 2020                                   |      |
| Primero Justicia                                   | Comité de Organización Política Electoral Independiente | 2000                                   |      |
|                                                    |                                                         |                                        |      |
|                                                    | Partido Comunista de Venezuela                          | Partido de la Revolución Venezolana    | 1966 |
| Movimiento al Socialismo                           | Partido Comunista de Venezuela                          | 1971                                   |      |
| La Causa Radical                                   | Partido Comunista de Venezuela                          | 1971                                   |      |
| Vanguardia Unitaria Comunista                      | Partido Comunista de Venezuela                          | 1978                                   |      |
|                                                    |                                                         |                                        |      |
|                                                    | Unión Republicana Democrática                           | Integración Republicana                | 1958 |
| Vanguardia Popular Nacionalista                    | Unión Republicana Democrática                           | 1964                                   |      |
| Movimiento Democrático Independiente               | Unión Republicana Democrática                           | 1966                                   |      |
| UPI                                                | Unión Republicana Democrática                           | 1999                                   |      |
| Movimiento Republicano Nacional                    | Unión Republicana Democrática                           | 1978                                   |      |
|                                                    |                                                         |                                        |      |
|                                                    | La Causa Radical                                        | Patria Para Todos                      | 1997 |
|                                                    |                                                         |                                        |      |
|                                                    | Movimiento al Socialismo                                | Izquierda Democrática                  | 1999 |
| Podemos                                            | Movimiento al Socialismo                                | 2002                                   |      |
| Izquierda Unida                                    | Movimiento al Socialismo                                | 2003                                   |      |
|                                                    |                                                         |                                        |      |
|                                                    | Alianza Bravo Pueblo                                    | Polo Democrático                       | 2001 |
|                                                    |                                                         |                                        |      |
|                                                    | Podemos                                                 | Vamos                                  | 2003 |
| Avanzada Progresista                               | Podemos                                                 | 2012                                   |      |
|                                                    |                                                         |                                        |      |
|                                                    | Movimiento V República                                  | Solidaridad                            | 2001 |
| Unidad Popular Venezolana                          | Movimiento V República                                  | 2005                                   |      |
|                                                    |                                                         |                                        |      |
|                                                    | Un Nuevo Tiempo                                         | Voluntad Popular                       | 2010 |
| Cambiemos Movimiento Ciudadano                     | Un Nuevo Tiempo                                         | 2018                                   |      |
| Encuentro Ciudadano                                | Un Nuevo Tiempo                                         | 2018                                   |      |
|                                                    |                                                         |                                        |      |
|                                                    | Partido Socialista Unido de Venezuela                   | Nuevo Camino Revolucionario            | 2008 |
| Vanguardia Bicentenaria Republicana                | Partido Socialista Unido de Venezuela                   | 2011                                   |      |
| Avanzada Progresista                               | Partido Socialista Unido de Venezuela                   | 2012                                   |      |
| Monagas Patriota                                   | Partido Socialista Unido de Venezuela                   |                                        |      |
| Marea Socialista                                   | Partido Socialista Unido de Venezuela                   | 2014                                   |      |
|                                                    |                                                         |                                        |      |
|                                                    | Patria Para Todos                                       | Avanzada Progresista                   | 2012 |
| Movimiento Progresista de Venezuela                | Patria Para Todos                                       |                                        | 2012 |
|                                                    | Primero Justicia                                        | Primero Venezuela                      | 2020 |
|                                                    | Primero Justicia                                        | Unión y Cambio                         | 2025 |

También es corriente el cambio de partido de muchos políticos, como la exdiputada Liliana Hernández, que en sus inicios militó en AD, para luego a pasar a Alianza Bravo Pueblo y siendo diputada de este pasó al partido Primero Justicia, ahora forma parte de la dirección general del partido Un Nuevo Tiempo de Manuel Rosales. Así como el exparlamentario y exalcalde de Caracas Aristóbulo Istúriz que pasó por AD, el MEP, La Causa R, fue fundador del PPT y luego se retiró de este para sumarse al PSUV.

### Coaliciones
- Gran Polo Patriótico (GPP): Coalición oficialista integrada por los partidos: Partido Socialista Unido de Venezuela, Movimiento Somos Venezuela, Tupamaro, Patria Para Todos, Organización Renovadora Auténtica, Unidad Popular Venezolana, Alianza para el Cambio, Movimiento Electoral del Pueblo, Por la Democracia Social y otros partidos, incluido partidos políticos regionales.
- Frente Amplio Venezuela Libre (FAVL): Coalición de partidos opositores adversos al gobierno de Nicolás Maduro. Está integrada por los partidos: Acción Democrática, Comité de Organización Política Electoral Independiente, Primero Justicia, Un Nuevo Tiempo, Voluntad Popular, Proyecto Venezuela, Cuentas Claras, Fuerza Liberal, La Causa Radical, Movimiento Progresista de Venezuela, Encuentro Ciudadano y otros.
- Alianza Democrática (AD): Coalición de partidos opositores moderados . Está integrada por los partidos: Acción Democrática, Comité de Organización Política Electoral Independiente, Voluntad Popular, Esperanza por el Cambio, Cambiemos Movimiento Ciudadano, Avanzada Progresista, Movimiento al Socialismo, Movimiento Ecológico de Venezuela, Soluciones para Venezuela, Primero Venezuela, Unidad Visión Venezuela, y otros partidos, incluido partidos políticos regionales. Los tres primeros partidos mencionados están intervenidos por decisiones judiciales. (Este sector suele ser calificado de "colaboracionista").

- Alternativa Popular Revolucionaria (APR): Coalición de partidos políticos de izquierda conformada por los partidos: Partido Comunista de Venezuela, las facciones de Tupamaro y Patria Para Todos, Izquierda Unida, el movimiento Somos Lina, Movimiento Bolivariano Revolucionario - 200 y otros partidos políticos y movimientos sociales.
- Soy Venezuela (SV): Coalición de partidos opositores adversos al gobierno de Nicolás Maduro, pero distanciados con la hoja de ruta propuesta por el Frente Amplio Venezuela Libre. Compuesto por los partidos políticos: Vente Venezuela, Alianza Bravo Pueblo, Convergencia y otros partidos.

- Coalición Anti-Izquierda:[8][9] Disobey Venezuela - Movimiento Libertario de Venezuela (MLV) - Movimiento Nacionalista ORDEN - Partido Liberal Creemos Archivado el 14 de agosto de 2020 en Wayback Machine. - Derecha Ciudadana Archivado el 24 de septiembre de 2020 en Wayback Machine. - Revista Digital iF - Contra Poder 3.0 (sección del canal de Youtube Factores de Poder)
- Alianza Derecha Independiente (ADI): Voces Venezuela - Movimiento Nacional Organizado Venezolano de Acción (NOVA) - Alianza Nacional Patriótica (ANP) - Unión Cívica Nacionalista (UCN)

### Fusiones y coaliciones
Los intentos de fusión de esta gran variedad de agrupaciones por lo general han fracasado como la Coordinadora Democrática, que agrupó una coalición inmensa de partidos políticos opositores muy diversos desde tendencias de centro-derecha como el liberales, conservadores, democristianos (COPEI, Proyecto Venezuela, Primero Justicia), socialdemócratas (AD, MAS) y comunistas (como Bandera Roja) que solo sobrevivió de 2002 hasta 2004.
Sin embargo es común desde 1998 que al presentarse elecciones presidenciales se agrupen en dos coaliciones, como en las elecciones de ese año que se presentaron el Polo Patriótico liderado por el MVR y el Polo Democrático liderado por Proyecto Venezuela. En las elecciones presidenciales de 2006 participaron dos grandes coaliciones; una por el gobierno de Hugo Chávez, bajo la denominación Bloque del Cambio (de tendencia socialista y nacionalista) y otra por la oposición que apoyó a Manuel Rosales dentro de la Unidad Nacional, que concentraba más de 40 partidos (de tendencia heterogénea: social demócrata, democracia cristiana, liberal-conservador, ultraconservador).
Los partidos más votados en estas últimas elecciones por parte del bloque del cambio fueron MVR, PODEMOS y PPT, mientras que por la Unidad Nacional fueron los partidos Un Nuevo Tiempo y Primero Justicia, mostrando así la transformación ocurrida en el escenario político venezolano desde finales del siglo XX.
A principios de 2007 luego del anuncio de Hugo Chávez a finales de 2006 de formar el Partido Socialista Unido de Venezuela que podría agrupar todas las fuerzas o la mayor parte de ellas que apoyan la Revolución Bolivariana, algunos sectores de la oposición optaron por fusionarse, Un Solo Pueblo, Izquierda Democrática y el Polo Democrático se unieron a Un Nuevo Tiempo, mientras que otros cinco partidos de oposición se unieron en un bloque -sin fusionar los partidos- para crear el Directorio Popular Alternativo con la integración del Movimiento Republicano, Visión Emergente, Movimiento Laborista, Fuerza Liberal y Solidaridad Independiente.
En las elecciones presidenciales de 2012 y las adelantadas de 2013 persistió la conformación de dos bloques principales, dentro del grupo de gobierno nuevamente fue el Gran Polo Patriótico, mientras que la mayor parte de la oposición se presentó por la coalición Mesa de la Unidad Democrática, siendo los candidatos Hugo Chávez y Nicolás Maduro (fallecido aquel) por un lado y Henrique Capriles Radonski por el otro.

## Partidos políticos desaparecidos
| Partido                                                | Siglas  | Posición                      | Ideología                                                                                        | Fundación | Disolución | Fusión                        |
| ------------------------------------------------------ | ------- | ----------------------------- | ------------------------------------------------------------------------------------------------ | --------- | ---------- | ----------------------------- |
| Partido Conservador                                    | PC      | Centroderecha (militarista)   | Conservadurismo Liberalismo manchesteriano Centralismo Militarismo                               | 1840      | 1899       | Ninguno                       |
| Partido Liberal                                        | PL      | Centro (Liberalismo)          | Liberalismo político Mutualismo Federalismo                                                      | 1840      | 1899       | Ninguno                       |
| Partido Liberal Nacionalista                           | PLN     | Desconocido                   | Liberalismo                                                                                      | 1897      | 1913       | Ninguno                       |
| Partido Liberal Restaurador                            | PLR     | Desconocido                   | Liberalismo                                                                                      | 1900      | 1908       | Ninguno                       |
| Partido Revolucionario Venezolano                      | PRV     | Extrema izquierda             | Comunismo Nacionalismo Antiimperialismo                                                          | 1926      | 1931       | PCV                           |
| Agrupación Revolucionaria de Izquierda                 | ARDI    | Izquierda                     | Socialismo Nacionalismo popular                                                                  | 1931      | 1936       | PDN                           |
| Bloque Nacional Democrático                            | BND     | Izquierda                     | Marxismo Progresismo Obrerismo                                                                   | 1936      | 1937       | PDN                           |
| Partido Republicano Progresista                        | PRP     | Izquierda                     | Marxismo Republicanismo Progresismo Bolivarianismo Obrerismo                                     | 1936      | 1937       | PCV                           |
| Partido Democrático Nacional                           | PDN     | Centroizquierda               | Socialismo democrático Socialdemocracia Nacionalismo de izquierda                                | 1936      | 1941       | AD                            |
| Unión Nacional Estudiantil                             | UNE     | Centroderecha                 | Conservadurismo Socialcristianismo Democracia cristiana                                          | 1936      | 1942       | COPEI                         |
| Partido Democrático Venezolano                         | PDV     | Derecha                       | Conservadurismo Medinismo Lopecismo Bolivarianismo                                               | 1941      | 1945       | Ninguno                       |
| Frente Electoral Independiente                         | FEI     | Centroderecha                 | Bolivarianismo Conservadurismo Militarismo Nacionalismo Perezjimenismo Anticomunismo Pragmatismo | 1951      | 1958       | Ninguno                       |
| Integración Republicana                                | IR      | Extrema Derecha Centroderecha | Conservadurismo                                                                                  | 1958      | 1964       | Ninguno                       |
| Movimiento de Izquierda Revolucionaria                 | MIR     | Extrema izquierda             | Marxismo Antiimperialismo                                                                        | 1960      | 1988       | MAS                           |
| Partido Revolucionario de Integración Nacionalista     | PRIN    | Izquierda                     | Nacionalismo popular Socialismo                                                                  | 1962      | 1973       | Ninguno                       |
| Fuerza Democrática Popular                             | FDP     | Izquierda                     | Socialismo                                                                                       | 1962      | 1973       | Ninguno                       |
| Cruzada Cívica Nacionalista                            | CCN     | Derecha                       | Nacionalismo Conservadurismo Reformismo Libre mercado Cristianismo Anticomunismo                 | 1963      | 1973       | Ninguno                       |
| Frente Nacional Democrático                            | FND     | Derecha                       | Conservadurismo                                                                                  | 1964      | 1973       | Ninguno                       |
| Partido de la Revolución Venezolana                    | PRV     | Izquierda revolucionaria      | Socialismo Antisovietismo Ecologismo Indigenismo Comunitarismo Antiautoritarismo                 | 1966      | 1992       | Ninguno                       |
| Nuevo Orden                                            | NOR     | Extrema derecha               | Corporativismo Nacionalismo Fascismo Anticomunismo Imperialismo Perezjimenismo                   | 1974      | 2002       | Ninguno                       |
| Nueva Generación Democrática                           | NGD     | Derecha                       | Liberalismo conservador                                                                          | 1976      | 1998       | Ninguno                       |
| Izquierda Democrática                                  | IZD     | Centroizquierda               | Socialdemocracia                                                                                 | 1999      | 2007       | UNT                           |
| Polo Democrático                                       | PD      | Centroizquierda               | Socialdemocracia                                                                                 | 2005      | 2007       | UNT                           |
| Liga Socialista                                        | LS      | Izquierda revolucionaria      | Marxismo-leninismo-maoísmo                                                                       | 1969      | 2007       | PSUV                          |
| Proyecto Carabobo                                      | PC      | Centroderecha                 | Democracia cristianaConservadurismo social                                                       | 1995      | 1998       | PRVZL                         |
| Movimiento V República                                 | MVR     | Izquierda                     | Socialismo Bolivarianismo Chavismo Socialismo del siglo XXI Nacionalismo de izquierda            | 1997      | 2007       | PSUV                          |
| Movimiento Independiente Ganamos Todos                 | MIGATO  | Izquierda                     | Socialismo                                                                                       | 1997      | 2007       | PSUV                          |
| Movimiento por la Democracia Directa                   | MDD     | Izquierda                     | Socialismo Chavismo Democracia directa                                                           | 2000      | 2007       | PSUV                          |
| Partido Unión                                          | UNION   | Centroizquierda               | Desconocido                                                                                      | 2001      | 2007       | PSUV                          |
| Visión Emergente                                       | VE      | Centroizquierda               | Desconocido                                                                                      | 2001      | 2010       | Alianza Bravo Pueblo          |
| Clase Media Revolucionaria                             | CMR     | Izquierda                     | ChavismoSocialismo del siglo XXI                                                                 | 2002      | 2008       | PSUV                          |
| Venezuela de Primera                                   | VP      | Centroderecha                 | LiberalismoConservadurismo                                                                       | 2005      | 2010       | Voluntad Popular              |
| Unidos para Venezuela                                  | UNPARVE | Centroizquierda               | Desconocido                                                                                      | 2008      | 2017       | Mesa de la Unidad Democrática |
| Movimiento Vzla Responsable, Emprendedora y Sostenible | MOVERSE | Centroizquierda               | Socialdemocracia Ecologismo Progresismo                                                          | 2012      | 2017       | Mesa de la Unidad Democrática |

## Organizaciones políticas no partidistas
- República Ciudadana - Organización político-ciudadana de acción nacional
- Fuerza Nacional
- Súmate
- Comisión de Relaciones Anarquistas de Venezuela
- Disobey Venezuela - Movimiento estudiantil libertario[10]
- Movimiento Libertario (Venezuela)
- ORDEN - Movimiento Nacionalista
- Centro de Divulgación del Conocimiento Económico para la Libertad
- Red de Unificación Democrática

- Alianza Nacional Patriótica (ANP)
- Movimiento Nacional Organizado Venezolano de Acción (NOVA) Archivado el 12 de junio de 2021 en Wayback Machine.
- Vanguardia Venezolana